# 野志駅
野志駅（のしえき）は、岐阜県恵那市明智町野志にある明知鉄道明知線の駅である。駅番号は2。

## 歴史
- 1994年（平成6年）12月15日：明知鉄道の駅として開業[1][2]。

## 駅構造
1面1線の単式ホームのみを持つ地上駅。無人駅である。
勾配30‰の線路に面して設置されており、鉄道駅の中では、同じく明知鉄道の飯沼駅に続く全国第3位の急勾配上の駅である。構内に「線路勾配30」と示した標識がある。

## 利用状況
| 年度               | 1日平均乗車人員 |
| ------------------ | --------------- |
| 2011年（平成23年） | 5               |
| 2012年（平成24年） | 5               |
| 2013年（平成25年） | 9               |
| 2014年（平成26年） | 4               |
| 2015年（平成27年） | 4               |
| 2016年（平成28年） | 7               |

## 駅周辺
- 国道363号
- 弥勒殿 - 地元民からは「お弥勒さん」と親しまれている、耳の病気にご利益があるとされるお寺。耳病平癒満願成就の際には錐12本を奉納する風習がある。祭られている弥勒尊仏は、天平年間に行基菩薩によって作られた高さ約1mの加羅木像で、恵那市有形文化財に指定されている[3][4]。

## 隣の駅
明知鉄道
■明知線
山岡駅（3） - 野志駅（2） - 明智駅（1）